# جبون لار
جِبُّون لار أو لار أحد أنواع الرئيسيات المهددة من فصيلة الجبون، وهو رشيق القوام قامته نحو 75 سم ، ثوبه إلى السواد القاتم. وجهه مطوق بحتار من الشعر الأبيض. يداه ورجلاه بيضاوان. موطنه أحراج شبه جزيرة ملقا. يعيش جماعات صغيرة عددها يراوح من 12 إلى 20.